# ليموني سنيكتس: سلسلة من الأحداث المأساوية
 ليموني سنيكتس  (بالإنكليزية: Lemony Snicket's A Series of Unfortunate Events)
سلسلة القصص المأساوية هي من أشهر أعماله وقد صدرت منها مجموعة كتب 13 جزء ونظرا لاشتهار السلسلة فقد أنتج منها فيلم.

## قصة الفيلم
تدور أحداث الفيلم بين الكوميديا والمغامرات حول ثلاثة أطفال أثرياء يفقدون والديهم في حريق فيضطرون للتنقل بين أقاربهم، وأحدهم شرير وطماع وهو الكونت أولاف ويجسد الدور جيم كاري ويلجأ الكونت إلى المكر والتنكر إلى عدة شخصيات مختلفة لسلبهم ثروتهم. أنتج الفيلم عام 2004 من بطولة جيم كاري وميريل ستريب وجود لو ومن إخراج براد سيلبرلنج.

## الشخصيات
- جيم كاري بدور الكونت أولاف.
- ليام أيكن بدور كلاوس الشقيق الأوسط.
- إيميلي براوننغ بدور فيوليت الأخت الأكبر سنا.

## وصلات خارجية
- ليموني سنيكتس: سلسلة من الأحداث المأساوية على موقع IMDb (الإنجليزية)
- ليموني سنيكتس: سلسلة من الأحداث المأساوية على موقع ميتاكريتيك (الإنجليزية)
- ليموني سنيكتس: سلسلة من الأحداث المأساوية على موقع روتن توميتوز (الإنجليزية)
- ليموني سنيكتس: سلسلة من الأحداث المأساوية على موقع نتفليكس (الإنجليزية)
- ليموني سنيكتس: سلسلة من الأحداث المأساوية على موقع قاعدة بيانات الأفلام العربية
- ليموني سنيكتس: سلسلة من الأحداث المأساوية على موقع ألو سيني (الفرنسية)
- ليموني سنيكتس: سلسلة من الأحداث المأساوية على موقع Turner Classic Movies (الإنجليزية)
- ليموني سنيكتس: سلسلة من الأحداث المأساوية على موقع أول موفي (الإنجليزية)
- ليموني سنيكتس: سلسلة من الأحداث المأساوية على موقع بوكس أوفيس موجو (الإنجليزية)
- ليموني سنيكتس: سلسلة من الأحداث المأساوية على موقع فيلمافينيتي (الإسبانية)